# Seyyed Kheyl
Seyyed Kheyl (persiska: سِيِّد خيل, سيد خيل) är en ort i Iran.   Den ligger i provinsen Mazandaran, i den norra delen av landet, 220 km öster om huvudstaden Teheran. Seyyed Kheyl ligger 1 191 meter över havet och antalet invånare är 145.
Terrängen runt Seyyed Kheyl är kuperad åt nordväst, men åt sydost är den bergig. Seyyed Kheyl ligger nere i en dal. Runt Seyyed Kheyl är det ganska tätbefolkat, med 104 invånare per kvadratkilometer. Närmaste större samhälle är Valāmdeh, 6,0 km nordväst om Seyyed Kheyl. I omgivningarna runt Seyyed Kheyl växer i huvudsak blandskog.